# Taïfa d'Algésiras

Carte des taïfas en 1037

La taïfa d'Algésiras (Taifa de Algeciras) fut un royaume (émirat) musulman indépendant constitué en al-Andalus en 1013 en conséquence de la dislocation du califat de Cordoue à partir de l'an 1008 et qui fut annexée tout d'abord à la taïfa de Malaga puis à la taïfa de Séville. Cet émirat appartient à la première période de taïfas.
Ayant récupéré en 1013 le califat de Cordoue qu'il avait précédemment perdu, Sulayman ben al-Hakam attribua le territoire d'Algésiras aux Hammudites, une fraction descendante de la dynastie idrisside qui l'avait aidé à reprendre le pouvoir.
Le premier émir d'Algésiras fut ainsi Al-Qâsîm al-Ma'mûn, qui deviendra plus tard  à son tour calife de Cordoue.
Son neveu Yahyâ al-Mu`talî, devenu lui-même calife, annexa l'émirat d'Algésiras à la taïfa de Malaga en 1026, jusqu'à ce que Abou Hegiag proclame comme émir d'Algeciras, en 1035, Muhammad ben al-Qasim, fils du premier émir.
En 1055, al-Mutamid, venu de Séville, se présenta aux portes d'Algésiras, obligeant Muhammad ben al-Qasim à annexer son royaume à la taïfa de Séville.